# Zander Fagerson

a Compétitions nationales et continentales officielles uniquement.

b Matchs officiels uniquement.
Dernière mise à jour le 25 avril 2023.
Zander Fagerson, né le 19 janvier 1996 à Perth en Écosse, est un joueur international écossais de rugby à XV jouant au poste de pilier droit aux Glasgow Warriors en United Rugby Championship depuis 2014.

## Biographie

### Carrière en club
Zander Fagerson joue dans un premier temps au rugby pour la High School of Dundee (en), puis pour Strathallan School (en). Pour la saison 2013-2014, il rejoint les Glasgow Hawks, en première division écossaise, au niveau amateur.
Zander Fagerson rejoint le club des Glasgow Warriors à partir de mars 2014.
Il fait ses débuts professionnels en octobre 2014, lorsqu'il entre en jeu lors d'une victoire de son équipe 43 à 20 contre Benetton. En mars 2015, il signe son premier contrat professionnel.
Durant la saison 2015-2016, il réalise une très bonne saison et s'impose au sein de son équipe. À l'issue de cette saison, il est même élu meilleur jeune joueur de la saison de son club.
Pour la saison 2017-2018 uniquement, il rejoint temporairement le club amateur Stirling County RFC en première division écossaise. Il fait partie de 98 joueurs professionnels pouvant jouer dans ce championnat. Ces joueurs peuvent être mis à disposition des clubs amateurs chaque semaine, en fonction des choix de leurs clubs professionnels. L'objectif de ce système est de relever le niveau du championnat écossais, permettre à certains joueurs professionnels de progresser et de combler le fossé entre le rugby amateur et le rugby professionnel.
Au fil des saisons Zander Fagerson ne cesse de progresser sous les couleurs de Glasgow. Il joue notamment un rôle clef dans le parcours de son club en Pro14 lors de la saison 2018-2019. En effet, les Glasgow Warriors atteignent la finale de la compétition et affrontent le Leinster. Durant ce match, Zander Fagerson est titulaire, mais son équipe s'incline 15 à 18 face aux Irlandais. Il est nommé dans l'équipe type de la saison du Pro14. Au cours de cette saison, il prolonge également son contrat avec son club formateur jusqu'en 2022.
La saison suivante, en 2019-2020, il continue d'impressionner, et est élu joueur de l'année par ses coéquipiers.
En juillet 2021, il prolonge de nouveau son contrat avec Glasgow,,.
Durant la saison 2022-2023, son équipe atteint la finale du Challenge européen où elle affronte le RC Toulon. Pour cette rencontre, il est titulaire en première ligne aux côtés de Fraser Brown et Jamie Bhatti; son équipe est cependant battue sur le score de 43 à 19,.
En 2023-2024, les Glasgow Warriors atteignent la finale du championnat après avoir éliminé le Munster en demi-finale. En finale contre les Bulls, Zander Fagerson est titulaire en première ligne avec Jamie Bhatti et Johnny Matthews et son équipe s'impose 21 à 16, remportant la compétition pour la deuxième fois de son histoire après 2015,.

### Carrière internationale
Zander Fagerson obtient des sélections dans les équipes écossaises de jeunes, notamment avec les moins de 16 ans, moins de 18 ans et moins de 20 ans. Il dispute le championnat du monde junior avec l'équipe d'Écosse des moins de 20 ans, d'abord en 2014 où il dispute cinq rencontres, puis le tournoi des Six Nations des moins de 20 ans 2015 où il participe à l'ensemble des rencontres et inscrit un essai, puis lors de la même année, l'édition 2015 du mondial junior.
En janvier 2016, à l'occasion du Tournoi des Six Nations, il obtient sa première titularisation dans l'équipe nationale d'Écosse, face à l'Angleterre. À 20 ans, il devient alors le quatrième plus jeune pilier de l'histoire à être sélectionné pour l'Écosse, et le plus jeune à représenter l'Écosse depuis plus d'un demi-siècle (depuis les débuts de Bill Black contre la France à Murrayfield en 1948).
Il joue ensuite les trois tests d'automne de l'Écosse cette année-là et ses performances lui valent d'être titularisé dans les cinq matchs du Tournoi des Six Nations 2017, ainsi que de figurer régulièrement dans la tournée d'été et les tests d'automne de l'Écosse en 2017.
L'année suivante, en 2018, une blessure vient perturber sa bonne forme, lui faisant manquer le début du Tournoi des Six Nations 2018. Il réintègre le groupe pour les deux derniers matchs de la compétition, et joue lors de la victoire de l'Écosse sur l'Italie lors du dernier match du tournoi. Lors de la tournée d'été 2018, il joue un match face aux États-Unis, aligné aux côtés de son frère, Matt. Ils deviennent alors les 48e frères à jouer pour l'Écosse et la 22e paire à jouer ensemble dans le même match.
En 2019, il participe au Tournoi des Six Nations 2019 durant lequel il ne joue qu'un seul match à cause d'une blessure, puis aux trois tests internationaux de préparation à la Coupe du monde. Enfin, il est retenu pour jouer la Coupe du monde 2019 au Japon. Il y joue trois des quatre matchs et un inscrit un essai pour son pays (face au Japon), qui termine à la troisième place de son groupe et ne parvient pas à se qualifier pour la suite de la compétition.
En mai 2021, il est sélectionné par Warren Gatland pour participer à la tournée d'été 2021 des Lions britanniques et irlandais en Afrique du Sud. Fagerson joue le premier match de la tournée face aux Lions, quand il remplace Kyle Sinckler à la 55e minute de jeu. Il devient alors le 848e joueur à porter le maillot des Lions britanniques et irlandais. Initialement prévu pour jouer un match de la tournée face au Japon, il est remplacé au dernier moment par Tadhg Furlong, à cause d'une blessure au dos.
Le 16 août 2023, il fait partie de la liste définitive des 33 joueurs convoqués par Gregor Townsend pour disputer la Coupe du monde 2023.
Au mois de janvier 2024, il est sélectionné pour le Tournoi des Six Nations.

## Vie privée
Zander Fagerson est le frère du troisième ligne international écossais et joueur des Glasgow Warriors, Matt Fagerson.
En dehors du rugby, Fagerson a remporté le championnat écossais de descente en VTT en 2010, a fait partie de la National Boys Choir (2008) et est un maître-nageur qualifié.

## Statistiques

### En club
| Saison    | Club             | Championnat | Championnat | Championnat | Coupe d'Europe                    | Coupe d'Europe | Coupe d'Europe |
| Saison    | Club             | Compétition | M           | Ess.        | Compétition                       | M              | Ess.           |
| --------- | ---------------- | ----------- | ----------- | ----------- | --------------------------------- | -------------- | -------------- |
| 2014-2015 | Glasgow Warriors | Pro12       | 8           | -           | Coupe d'Europe                    | -              | -              |
| 2015-2016 | Glasgow Warriors | Pro12       | 19          | 2           | Coupe d'Europe                    | 6              | -              |
| 2016-2017 | Glasgow Warriors | Pro12       | 9           | -           | Coupe d'Europe                    | 7              | -              |
| 2017-2018 | Glasgow Warriors | Pro14       | 15          | 2           | Coupe d'Europe                    | 4              | -              |
| 2018-2019 | Glasgow Warriors | Pro14       | 11          | 2           | Coupe d'Europe                    | 1              | -              |
| 2019-2020 | Glasgow Warriors | Pro14       | 6           | 1           | Coupe d'Europe                    | 6              | -              |
| 2020-2021 | Glasgow Warriors | Pro14       | 6           | -           | Coupe d'Europe+Challenge européen | 1+1            | -              |
| 2021-2022 | Glasgow Warriors | URC         | 8           | 1           | Coupe d'Europe+Challenge européen | 4+2            | -              |
| 2022-2023 | Glasgow Warriors | URC         | 10          | 2           | Challenge Cup                     | 3              | 1              |
| Total     | Total            | Total       | 92          | 10          | Coupes d'Europe                   | 36             | 1              |

### Internationales

#### Équipe d'Écosse des moins de 20 ans
Zander Fagerson a disputé 19 matchs avec l'équipe d'Écosse des moins de 20 ans en trois saisons, prenant part à deux éditions du Tournoi des Six Nations des moins de 20 ans en 2015 et 2016, et à trois éditions du championnat du monde junior en 2014, 2015 et 2016. Il a inscrit trois essais, soit quinze points.

#### Équipe d'Écosse
- 75 sélections (61 fois titulaire, 14 fois remplaçant).
- Sélections par année: 4 en 2016, 11 en 2017, 3 en 2018, 7 en 2019, 9 en 2020, 8 en 2021, 12 en 2022, 4 en 2023 et 5 en 2024
- Tournoi des Six Nations disputés : 2016, 2017, 2018, 2019, 2020, 2021, 2022 , 2023 et 2024

En Coupe du monde :
- 2019 : 3 sélections (Samoa, Russie, Japon), 5 points (1 essai).

| Année | Compétition                 | Matchs | Points | Essais |
| ----- | --------------------------- | ------ | ------ | ------ |
| 2016  | Six Nations                 | 1      | -      | -      |
| 2016  | Test matchs                 | 3      | -      | -      |
| 2017  | Six Nations                 | 5      | -      | -      |
| 2017  | Test matchs                 | 6      | -      | -      |
| 2018  | Six Nations                 | 1      | -      | -      |
| 2018  | Test matchs                 | 2      | -      | -      |
| 2019  | Six Nations                 | 1      | -      | -      |
| 2019  | Test matchs                 | 3      |        |        |
| 2019  | Coupe du monde              | 3      | 5      | 1      |
| 2020  | Six Nations                 | 5      | -      | -      |
| 2020  | Test matchs                 | 1      | -      | -      |
| 2020  | Coupe d'automne des nations | 3      | 5      | 1      |
| 2021  | Six Nations                 | 4      | -      | -      |
| 2021  | Test matchs                 | 4      | -      | -      |
| 2022  | Six Nations                 | 5      | -      | -      |
| 2022  | Test matchs                 | 7      | -      | -      |
| 2023  | Six Nations                 | 4      | -      | -      |
| Total | Total                       | 58     | 10     | 2      |

| Numéro | Date             | Lieu                            | Adversaire | Compétition                 | Résultat | Score |
| ------ | ---------------- | ------------------------------- | ---------- | --------------------------- | -------- | ----- |
| 1      | 13 octobre 2019  | Stade international de Yokohama | Japon      | Coupe du monde              | Défaite  | 28-21 |
| 2      | 14 novembre 2020 | Stade Artemio-Franchi, Florence | Italie     | Coupe d'automne des nations | Victoire | 17-28 |

## Palmarès

### En club
- Glasgow Warriors
  - Vainqueur du Pro12/United Rugby Chamionship en 2015 et 2024
  - Finaliste du Pro14 en 2019
  - Finaliste du Challenge européen en 2023

### En sélection nationale

#### Tournoi des Six Nations
| Édition                      | Rang | Résultats Écosse | Résultats Fagerson | Matchs Fagerson |
| ---------------------------- | ---- | ---------------- | ------------------ | --------------- |
| Tournoi des Six Nations 2016 | 4    | 2 v, 0 n, 3 d    | 0 v, 0 n, 1 d      | 1/5             |
| Tournoi des Six Nations 2017 | 4    | 3 v, 0 n, 2 d    | 3 v, 0 n, 2 d      | 5/5             |
| Tournoi des Six Nations 2018 | 3    | 3 v, 0 n, 2 d    | 1 v, 0 n, 0 d      | 1/5             |
| Tournoi des Six Nations 2019 | 5    | 1 v, 1 n, 3 d    | 0 v, 0 n, 1 d      | 1/5             |
| Tournoi des Six Nations 2020 | 4    | 3 v, 0 n, 2 d    | 3 v, 0 n, 2 d      | 5/5             |
| Tournoi des Six Nations 2021 | 4    | 3 v, 0 n, 2 d    | 2 v, 0 n, 2 d      | 4/5             |
| Tournoi des Six Nations 2022 | 4    | 2 v, 0 n, 3 d    | 2 v, 0 n, 3 d      | 5/5             |
| Tournoi des Six Nations 2023 | 3    | 3 v, 0 n, 2 d    | 2 v, 0 n, 2 d      | 4/5             |

Légende : v = victoire ; n = match nul ; d = défaite ; la ligne est en gras quand il y a Grand Chelem.

#### Coupe du monde
| Édition    | Rang         | Résultats Écosse | Résultats Fagerson | Matchs Fagerson |
| ---------- | ------------ | ---------------- | ------------------ | --------------- |
| Japon 2019 | Premier tour | 2 v, 0 n, 2 d    | 2 v, 0 n, 1 d      | 3/4             |

### Distinctions personnelles
- Membre de l'équipe type du Pro14 en 2019